# Wessal Capital
 (octobre 2016).
 (octobre 2016).
Wessal Capital est un fonds souverain d’investissement créé en 2011.

## Structure
Wessal Capital a été créé pour appuyer la « stratégie 2020 » touristique du Maroc. 
Son actionnariat regroupe cinq fonds souverains du golfe Persique et du Maroc. Il s'agit de Aabar (Émirats arabes unis), d'Al Ajial (Autorité d'investissement du Koweït), Qatar Holding, de Public Investment Fund (PIF) d’Arabie Saoudite et de ITHMAR CAPITAL pour le Maroc.
Wessal Capital dispose d'une enveloppe potentielle de 2,5 milliards d'euros détenue à parts égales par les cinq actionnaires.

## Historique
Le 24 novembre 2011, le Roi Mohammed VI préside la cérémonie de signature d’un accord de partenariat entre le FMDT et Trois fonds souverains d’investissement portant sur la  création d’une Autorité d'investissement touristique au Maroc baptisé Wessal Capital.  En 2014, un autre partenaire viendra rejoindre le tour de table du fonds: le fonds d’investissement public d’Arabie Saoudite, qui a confirmé son adhésion à cette initiative unique de partenariat entre des fonds des pays arabes. 
Le 1er avril 2014, Wessal Capital annonce son premier investissement « Wessal Casa-Port » à hauteur de 6 milliards de DHS pour transformer la zone portuaire et la rénovation du quartier historique de la Médina et renforcer ainsi l’attrait et le rôle de Casablanca comme centre économique et financier de l’Afrique. En mai 2014, Wessal Capital annonce le lancement de son deuxième projet « Wessal Bouregreg » pour 8,7 milliards de DHS. Surplombant les rives du fleuve Bouregreg, le projet d’une superficie globale d’environ 110 hectares porte sur le développement de Rabat, la capitale du Maroc et de la ville de Salé et vise à créer un nouveau pôle culturel et de loisirs à destination des riverains et des touristes.  